# Pegomya suaedae
Pegomya suaedae este o specie de muște din genul Pegomya, familia Anthomyiidae. A fost descrisă pentru prima dată de Erich Martin Hering în anul 1927. Conform Catalogue of Life specia Pegomya suaedae nu are subspecii cunoscute.